# 커크 아서베이도
커크 아서베이도(Kirk Acevedo, 1971년 11월 27일 ~ )는 미국의 배우이다.

## 출연 작품
- 인시디어스4: 라스트 키 (2017)
- 혹성탈출: 반격의 서막 (2014)
- 프라임 서스펙트 (2011)
- 지구대충돌 (2011, Collision Earth)
- 인빈서블 (2006)
- 뉴 월드 (2005)
- 파라다이스 (2004)
- 디너 러쉬 (2000)
- 비지트 (2000)
- 베이트 (2000)
- 보일러 룸 (2000)
- 위트니스 맙 (1998, Witness to the Mob)
- 선샤인 보이 (1996, The Sunshine Boys)
- Arresting Gena (1997)
- 씬 레드 라인 (1998)

### 텔레비전
- 로앤오더 (1996)
- 오즈 (1997-2003)
- 밴드 오브 브라더스 (2001)
- 뉴욕경찰 24시 (2004)
- 성범죄수사대: SVU (2005)
- 넘버스 (2006)
- 24 (2006)
- 블랙 도넬리 (2007)
- 콜드 케이스 (2007)
- 프린지 (2008-11)
- 화이트 칼라 (2009)
- 멘탈리스트 (2012)
- CSI: 뉴욕 (2013)
- 워킹 데드 (2013)
- 12 몽키즈 (2015-18)
- 애로우: 어둠의 기사 (2017-19)
- 스타트렉: 피카드 (2023)